# Romea Ravazzi
Romea Ravazzi, detta Zia Remy (Pienza, 9 marzo 1870 – Pienza, 1942), è stata una pittrice italiana, esponente del realismo ottocentesco e vicina allo stile dei Macchiaioli.
Dipinse prevalentemente scene di genere e nature morte a tema floreale.

## Biografia
La sua formazione artistica inizia presso la scuola femminile di disegno di Amos Cassioli a Firenze, tra il 1888 e il 1891. All'edizione 1892-93 dell'Esposizione della Società di Belle Arti di Firenze avviene il suo debutto artistico. Successivamente nel 1900 presenta una sua opera alla quarta Esposizione triennale della Regia Accademia di Belle Arti di Brera a Milano e Flores, non spinas, heu! all'Esposizione concorso "Vittorio Alinari" organizzata dalla Società Italiana per l'Arte Pubblica. Partecipa ad altre due edizioni di Esposizioni fiorentini, quindi si dedica all'attività di copista a Firenze, dove vive sin da giovanissima insieme al padre. Nel 1923 partecipa alla prima esposizione del Collegio delle Arti di Orvieto, quindi decide di stabilirsi nuovamente a Pienza.
Qui vive in modo semplice e sereno, e ama vagare per le campagne con la sua tavolozza, una tela e i pennelli per dipingere dal vero, prediligendo l'uso del colore a macchia. Legata alla sua cittadina natale, Ravazzi è solita regalare sue opere.
Oltre che pittrice, Romea è un'appassionata musicista, suona infatti il pianoforte e il violino con risultati discreti: Secondo lo studioso di storia locale Aldo Lo Presti Ravazzi dimostra una "personalità eclettica per i suoi tempi", e rappresenta una "donna fuori dagli schemi".
La Fabbriceria della Chiesa Cattedrale di Pienza le dedica una retrospettiva pittorica nel 2009.